# 中岸球場

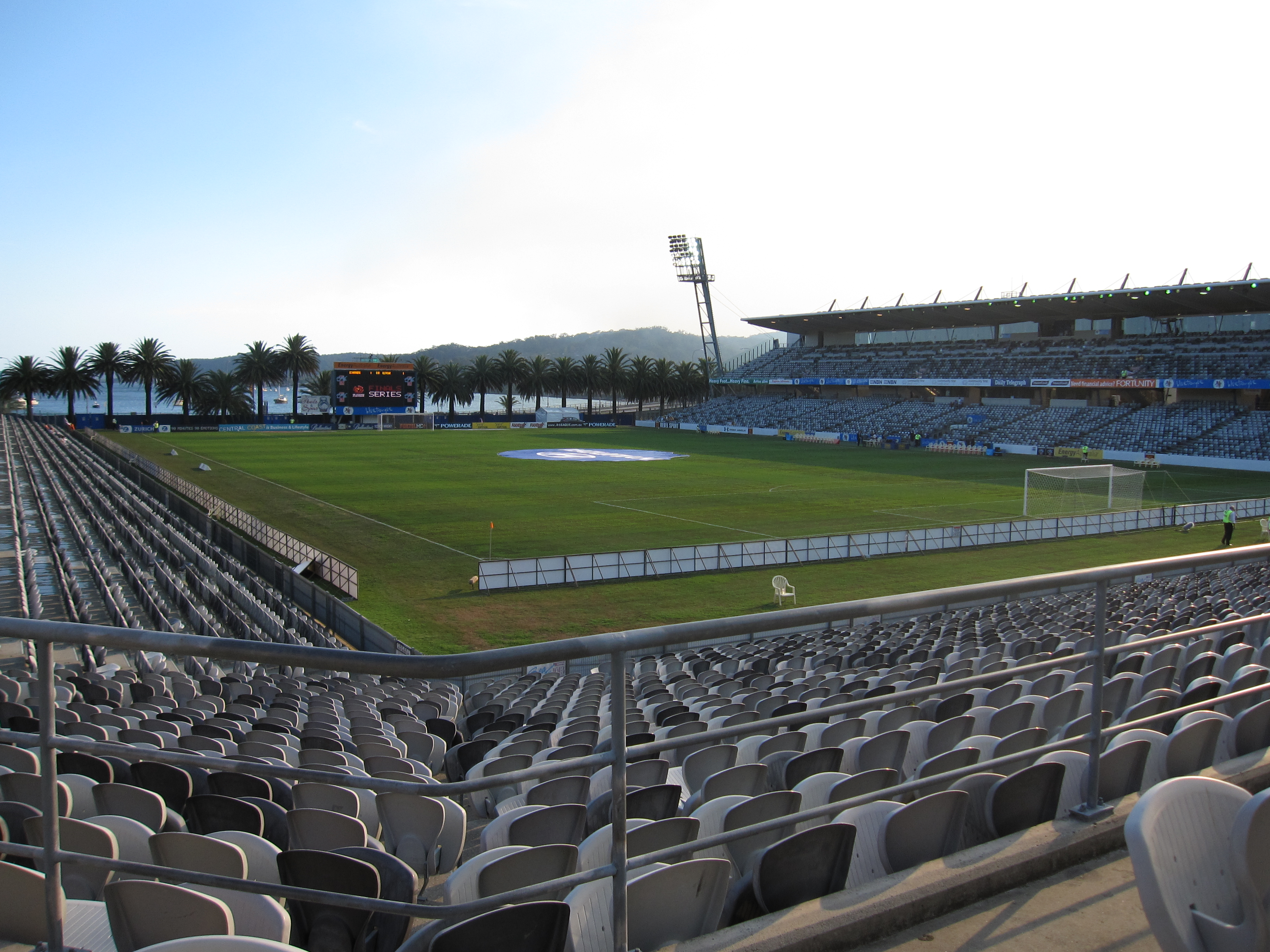
2009年

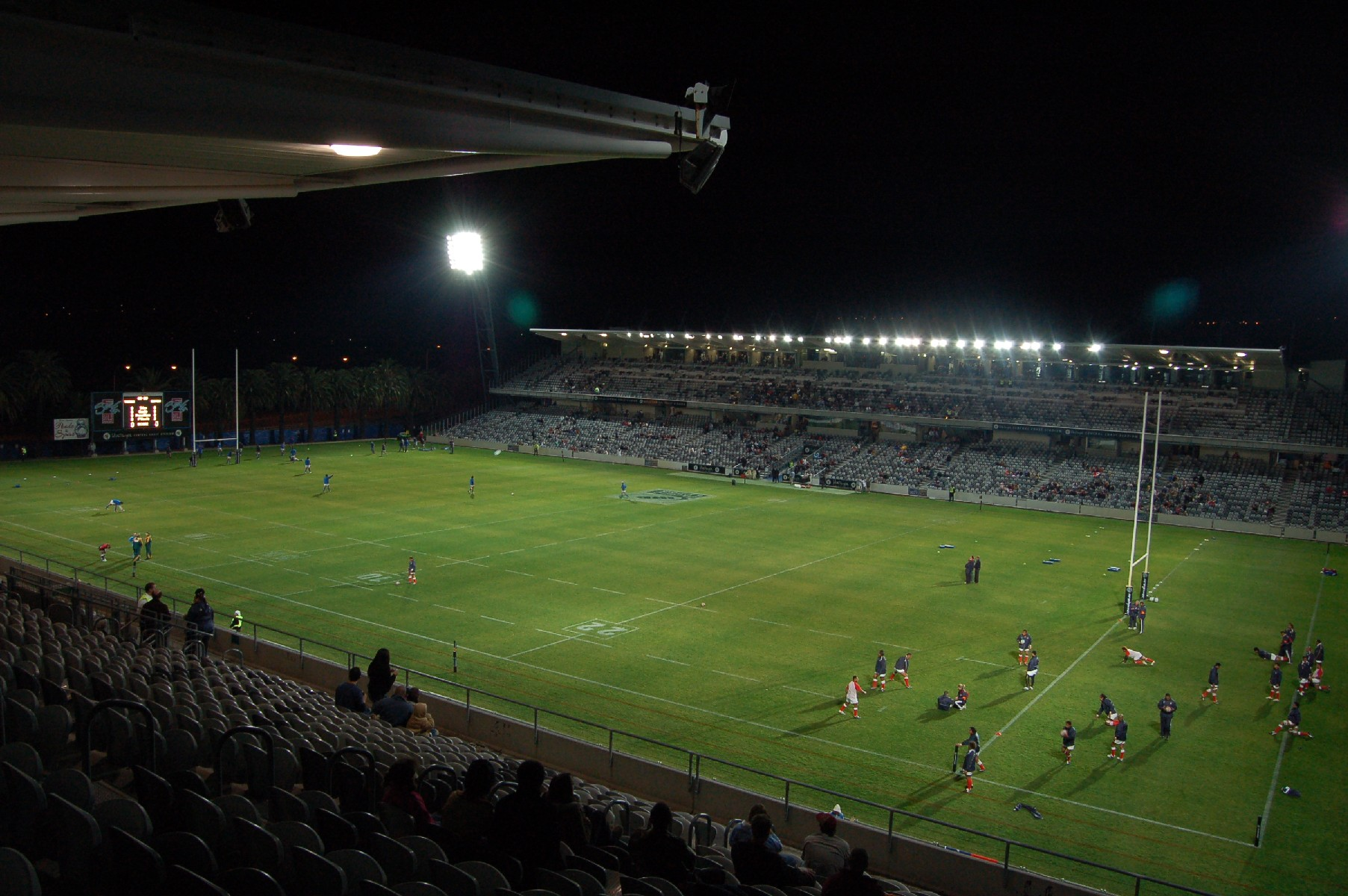
球場夜景

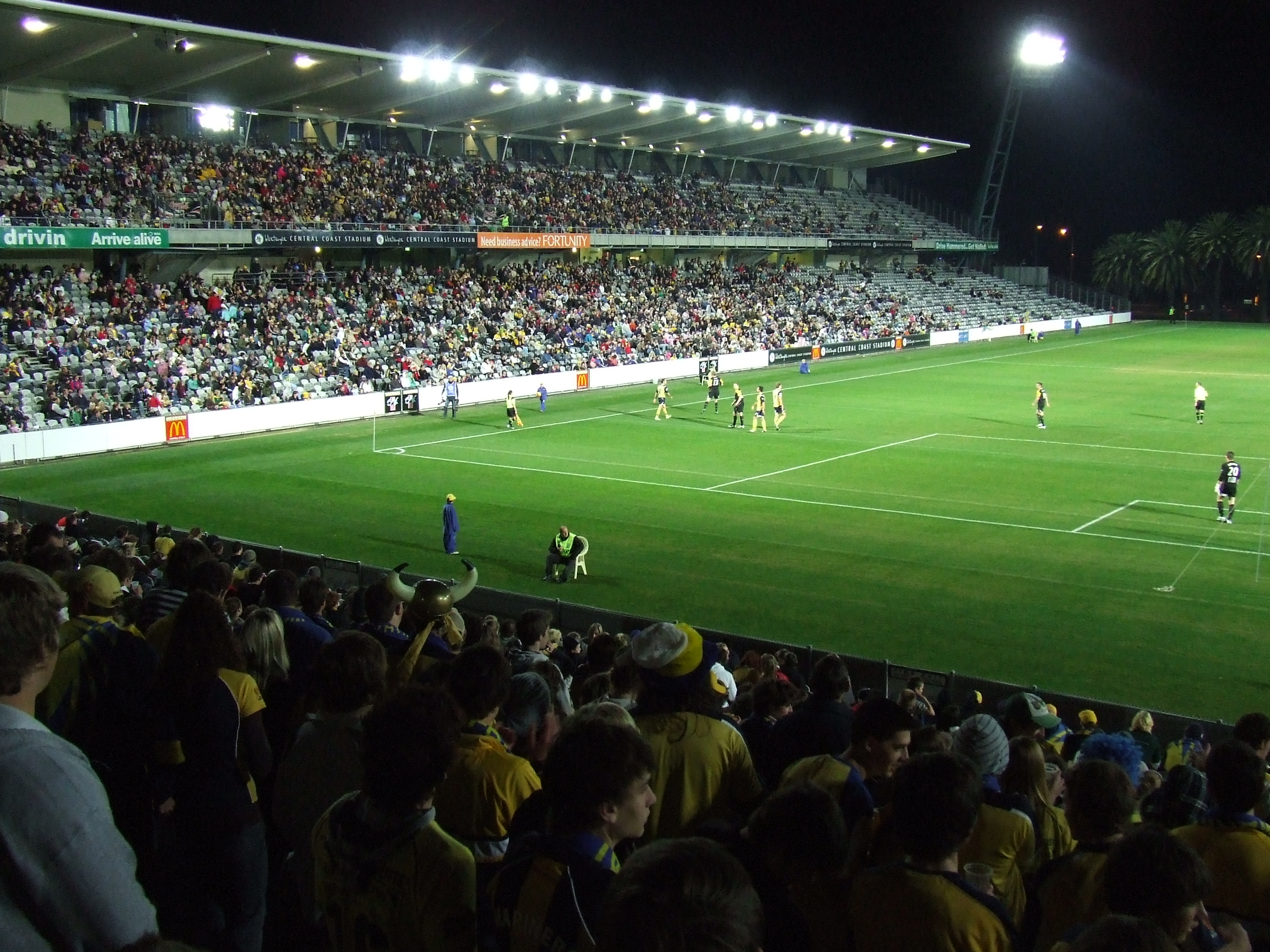
2007年東看台

中岸球場（英語：Central Coast Stadium），曾因贊助關係名為藍舌球場（Bluetongue Stadium），是一座位於澳洲新南威爾士中海岸高士福的球場。球場是澳職球會中岸水手的球場，亦是欖球賽事和大型社會活動的場地。